# Allium stenodon
Allium stenodon là một loài thực vật có hoa trong họ Amaryllidaceae. Loài này được Nakai & Kitag. mô tả khoa học đầu tiên năm 1933.